# Ayumi Morita
Ayumi Morita (Japans: 森田 あゆみ, Morita Ayumi) (Ota, 11 maart 1990) is een professioneel tennisspeelster uit Japan. Zij begon met het spelen van tennis toen zij zeven jaar oud was. Haar favoriete ondergrond is hardcourt. Zij is rechtshandig maar speelt tweehandig aan beide zijden. In 2008 nam zij deel aan de Olympische spelen in Peking.
Op de WTA-toernooien won Morita geen titels. Wel stond zij drie keer in de finale, eenmaal in het enkelspel en tweemaal in het dubbelspel.

## Posities op deWTA-ranglijst
Positie per einde seizoen:
| jaartal | ranking enkelspel | ranking dubbelspel |
| ------- | ----------------- | ------------------ |
| 2013    | 61                | 328                |
| 2012    | 87                | 222                |
| 2011    | 47                | 120                |
| 2010    | 76                | 125                |
| 2009    | 72                | 133                |
| 2008    | 118               | 74                 |
| 2007    | 140               | 134                |
| 2006    | 182               | 444                |
| 2005    | 314               | 523                |

## Prestatietabel grandslamtoernooien
| Legenda | Legenda                          |
| ------- | -------------------------------- |
| g.t.    | geen toernooi gehouden           |
| l.c.    | lagere categorie                 |
| –       | niet deelgenomen                 |
| G       | uitgeschakeld in de groepsfase   |
| 1R      | uitgeschakeld in de eerste ronde |
| 2R      | uitgeschakeld in de tweede ronde |
| 3R      | uitgeschakeld in de derde ronde  |
| 4R      | uitgeschakeld in de vierde ronde |
| KF      | uitgeschakeld in de kwartfinale  |
| HF      | uitgeschakeld in de halve finale |
| F       | de finale verloren               |
| W       | het toernooi gewonnen            |
| w-v     | winst/verlies-balans             |

### Enkelspel
| Toernooi        | 2007 | 2008 | 2009 | 2010 | 2011 | 2012 | 2013 | 2014 |
| --------------- | ---- | ---- | ---- | ---- | ---- | ---- | ---- | ---- |
| Australian Open | –    | –    | 1R   | 1R   | 3R   | 1R   | 3R   | 2R   |
| Roland Garros   | –    | 1R   | 1R   | 1R   | 2R   | 2R   | 1R   | –    |
| Wimbledon       | 1R   | –    | 1R   | 2R   | 1R   | 2R   | 1R   | –    |
| US Open         | –    | –    | 1R   | 1R   | 1R   | 2R   | –    | –    |

### Vrouwendubbelspel
| Toernooi        | 2008 | 2009 | 2010 | 2011 | 2012 | 2013 |
| --------------- | ---- | ---- | ---- | ---- | ---- | ---- |
| Australian Open | –    | 2R   | –    | 2R   | 3R   | 1R   |
| Roland Garros   | –    | 1R   | –    | 1R   | 1R   | 2R   |
| Wimbledon       | 1R   | 1R   | 2R   | 3R   | 1R   | 1R   |
| US Open         | –    | 1R   | 2R   | 2R   | –    | –    |

## Palmares
| Legenda                | Legenda                  |
| ---------------------- | ------------------------ |
| Grandslamtoernooi      |                          |
| Olympische Spelen      |                          |
| Year-End Championships |                          |
| tot 2009               | 2009 – 2020 / vanaf 2021 |
| Tier I                 | Premier Mandatory        |
| Tier II                | Premier Five / WTA 1000  |
| Tier III               | Premier / WTA 500        |
| Tier IV & V            | International / WTA 250  |
|                        | Challenger / WTA 125     |

### WTA-finaleplaatsen enkelspel
| nr.              | finaledatum | toernooi    | ondergrond | tegenstandster | score     |         |
| ---------------- | ----------- | ----------- | ---------- | -------------- | --------- | ------- |
| Gewonnen finales |             |             |            |                |           |         |
| Geen.            |             |             |            |                |           |         |
| Verloren finales |             |             |            |                |           |         |
| 1.               | 2013-11-03  | WTA Nanjing | hardcourt  | Zhang Shuai    | 4-6, opg. | details |

### WTA-finaleplaatsen vrouwendubbelspel
| nr.              | finaledatum | toernooi          | ondergrond | partner        | tegenstandsters              | score            |         |
| ---------------- | ----------- | ----------------- | ---------- | -------------- | ---------------------------- | ---------------- | ------- |
| Gewonnen finales |             |                   |            |                |                              |                  |         |
| Geen.            |             |                   |            |                |                              |                  |         |
| Verloren finales |             |                   |            |                |                              |                  |         |
| 1.               | 2007-10-14  | WTA Bangkok       | hardcourt  | Junri Namigata | Sun Tiantian Yan Zi          | forfait          | details |
| 2.               | 2008-10-05  | WTA Japan (Tokio) | hardcourt  | Aiko Nakamura  | Jill Craybas Marina Erakovic | 6-4, 5-7, [6-10] | details |